# Spiral Circus
Spiral Circus è il primo album dal vivo del gruppo musicale britannico Porcupine Tree, pubblicato nell'aprile 1994 dalla Delerium Records.

## Descrizione
Uscito esclusivamente in via promozionale, contiene sei brani tratti dai primi tre concerti tenuti dal gruppo nel dicembre 1994 a Londra. Il lato A è una selezione dei concerti svolti alla BBC il 6 dicembre e al Borderline del giorno seguente, mentre l'intero lato B è tratto dall'esibizione al The Nags Head di High Wycombe (la quasi totalità di tale concerto verrà pubblicato solo nel 2020 nell'album dal vivo First Live Performance 4th Dec 1993).
Nel febbraio 1997 la Chromatic Records ha ripubblicato l'album in formato vinile e destinato al commercio.

## Tracce
Lato A
1. Burning Sky – 11:02
2. Voyage 34 – 5:32
3. Always Never – 6:28 (Steven Wilson, Alan Duffy)

Lato B
1. Radioactive Toy – 9:58
2. Up the Downstair – 7:15
3. Not Beautiful Anymore – 8:58

## Formazione
- Steven Wilson – chitarra, voce
- Richard Barbieri – tastiera
- Colin Edwin – basso elettrico;
- Chris Maitland – batteria, percussioni